# Мазуля
Мазу́ля (рос. Мазуля) — присілок у складі Каменського міського округу Свердловської області.
Населення — 36 осіб (2010, 43 у 2002).
Національний склад станом на 2002 рік: росіяни — 91 %.